# Mikaela Shiffrin
Mikaela Pauline Shiffrin (ur. 13 marca 1995 w Vail) – amerykańska narciarka alpejska, posiadająca najwięcej zwycięstw w Pucharze Świata spośród wszystkich narciarzy alpejskich w historii (mężczyzn i kobiet). Jest uważana za jedną z najwybitniejszych narciarek alpejskich wszech czasów. Jest dwukrotną złotą medalistką olimpijską, pięciokrotną mistrzynią Pucharu Świata w klasyfikacji generalnej, czterokrotną mistrzynią świata w slalomie i ośmiokrotną zdobywczynią tytułu w tej dyscyplinie Pucharu Świata. 
Shiffrin, w wieku 18 lat i 345 dni, została najmłodszą złotą medalistką w slalomie w historii igrzysk olimpijskich. Jako jedyna zawodniczka w historii narciarstwa alpejskiego zwyciężyła w sześciu konkurencjach (slalom, zjazd, gigant, kombinacja, supergigant, slalom równoległy), nie zdołała wygrać jedynie w gigancie równoległym.
16 lutego 2023 r. zdobyła swój siódmy w karierze złoty medal mistrzostw świata, co było jednocześnie jej 14 medalem imprezy tej rangi i dzięki temu Shiffrin stała się najbardziej utytułowaną narciarką w erze nowożytnej. Zdobyła 8 złotych medali mistrzostw świata w 5 różnych konkurencjach (slalom, gigant, supergigant, superkombinacja, kombinacja drużynowa).
Została uznana za jedną ze 100 najbardziej wpływowych osób na świecie przez magazyn Time w 2023 r.
W 2025 r. otrzymała honorowy tytuł doktora od Dartmouth College za zasługi humanitarne i społeczne.

## Kariera
Specjalizuje się w slalomie i gigancie. Po raz pierwszy na arenie międzynarodowej pojawiła się 16 listopada 2010 roku w Copper Mountain, gdzie w zawodach FIS Race była osiemnasta w gigancie. W 2011 roku wystartowała na mistrzostwach świata juniorów w Crans-Montana, gdzie zdobyła brązowy medal w slalomie. Na rozgrywanych rok później mistrzostwach świata juniorów w Roccaraso, jednak rywalizacji w slalomie nie ukończyła, a w gigancie była dwudziesta.
W zawodach Pucharu Świata zadebiutowała 11 marca 2011 roku w Szpindlerowym Młynie, gdzie nie ukończyła giganta. Pierwsze pucharowe punkty wywalczyła osiem miesięcy później, 27 listopada 2011 roku w Aspen, gdzie była ósma w slalomie. Niedługo potem, 29 grudnia 2011 roku w Lienzu po raz pierwszy stanęła na podium zawodów tego cyklu, zajmując trzecie miejsce w slalomie. Swoje pierwsze zwycięstwo w zawodach PŚ odniosła 20 grudnia 2012 roku w Åre, gdzie była najlepsza w slalomie. W sezonie 2012/2013 była piąta w klasyfikacji generalnej, a w klasyfikacji slalomu zdobyła Małą Kryształową Kulę. W klasyfikacji slalomu zwyciężyła również w sezonie 2013/2014.
W 2013 roku wystąpiła na mistrzostwach świata w Schladming, zdobywając złoty medal w slalomie. Miała wtedy dokładnie 17 lat i 340 dni, co czyni ją trzecią najmłodszą mistrzynią świata w historii (młodsze od niej były tylko Esmé MacKinnon na MŚ 1931 oraz Hanni Wenzel na MŚ 1974). Na tych samych mistrzostwach była też szósta w gigancie. Na rozgrywanych rok później igrzyskach olimpijskich w Soczi również zwyciężyła w slalomie. Została tym samym najmłodszą alpejką w historii, która wywalczyła złoty medal olimpijski w tej konkurencji. Trzy dni wcześniej była piąta w slalomie gigancie.
W kolejnym sezonie (2014/2015) potwierdziła swoją dominację w slalomie, zdobywając złoty medal na mistrzostwach świata w Vail/Beaver Creek. Ponadto po raz trzeci z rzędu triumfowała w klasyfikacji Pucharu Świata w tej dyscyplinie. Odniosła też swoje pierwsze zwycięstwo w slalomie gigancie, wygrywając tę konkurencję 25 października 2014 roku w Sölden. 28 listopada 2015 roku wygrała slalom w Aspen z przewagą 3,07 sekundy co jest rekordem tej konkurencji w historii Pucharu Świata.
W grudniu 2015 roku, podczas treningu przed zawodami w Åre, doznała kontuzji więzadła pobocznego, co wykluczyło ją ze startów na dwa miesiące. Wróciła do PŚ w lutym 2016 roku, wygrywając slalom w Crans Montana.
Na rozgrywanych w lutym 2017 roku mistrzostwach świata w Sankt Moritz zdobyła srebrny medal w gigancie, przegrywając tylko z Francuzką Tessą Worley. Dwa dni później wywalczyła swój trzeci złoty medal w slalomie. Sezon 2016/2017 zakończyła zdobyciem Kryształowej Kuli w klasyfikacji generalnej Pucharu Świata oraz zwycięstwem w klasyfikacji slalomu.
W grudniu 2017 roku odniosła swoje pierwsze zwycięstwo w zjeździe (w zaledwie czwartym starcie w tej konkurencji Pucharu Świata). Podczas igrzysk olimpijskich w Pjongczangu (2018) zdobyła złoty medal w gigancie, wyprzedzając Norweżkę Ragnhild Mowinckel i Włoszkę Federicę Brignone. Kilka dni później nie stanęła na podium w slalomie – będąca faworytką tej konkurencji Amerykanka wymiotowała przed startem i ostatecznie zajęła 4. miejsce. Do zdobycia brązowego medalu zabrakło jej 0,08 sekundy. W swoim trzecim starcie na tych igrzyskach zdobyła srebrny medal w kombinacji, przegrywając tylko z Michelle Gisin ze Szwajcarii. 
W sezonach 2017/2018 i 2018/2019 ponownie zwyciężała w klasyfikacji generalnej. Łącznie 39 razy stawała na podium, odnosząc odpowiednio 12 i 17 zwycięstw. Rok później wygrała klasyfikacje slalomu, giganta i supergiganta. Odnosząc 17 zwycięstw w zawodach sezonu 2018/2019 pobiła 30-letni rekord Vreni Schneider (14 zwycięstw w sezonie 1988/89). Na rozgrywanych w lutym 2019 roku mistrzostwach świata w Åre zdobyła trzy medale. Najpierw zwyciężyła w supergigancie, wyprzedzając Włoszkę Sofię Goggię i Szwajcarkę Corinne Suter. Następnie była trzecia w gigancie, plasując się za Słowaczką Petrą Vlhovą i Niemką Viktorią Rebensburg. Dwa dni później zdobyła kolejny złoty medal w slalomie, wyprzedzając Szwedkę Annę Swenn-Larsson i Petrę Vlhovą. Została tym samym pierwszą narciarką w historii, która wygrała czwarty raz z rzędu złoty medal w tej samej dyscyplinie.
Sezon 2019/2020 zakończyła na początku lutego 2020 roku, wycofując się z dalszych startów po śmierci ojca. Do tego czasu Shiffrin trzynaście razy stawała na podium, w tym sześc razy na najwyższym stopniu. Ostatecznie została sklasyfikowana na drugim miejscu w klasyfikacji generalnej PŚ, za Federicą Brignone. W klasyfikacji slalomu była druga, a w klasyfikacji giganta trzecia. 
Na mistrzostwach świata w Cortinie d’Ampezzo w 2021 roku czterokrotnie stawała na podium. W supergigancie była trzecia, za Szwajcarkami: Larą Gut-Behrami i Corinne Suter. Cztery dni później wygrała kombinację, wyprzedzając Petrę Vlhovą i Michelle Gisin. W gigancie była druga, rozdzielając na podium Gut-Behrami i Austriaczkę Katharinę Liensberger. Następnie zajęła trzecie miejsce w slalomie, ulegając Liensberger i Vlhovej. W Pucharze Świata była tym razem czwarta, na podium stawała dziesięć razy. W klasyfiakcjach slalomu i giganta była druga. 
Kolejny triumf w klasyfikacji generalnej PŚ odniosła w sezonie 2021/2022. Na podium stanęła 14 razy, odnosząc pięć zwycięstw. 11 stycznia 2022 wygrała w Schladming swój 47. slalom w karierze, dzięki temu pobiła 35-letni rekord Ingemara Stenmarka zwycięstw w ramach jednej konkurencji. W klasyfikacji slalomu była druga, a w klasyfikacjach giganta i supergiganta trzecia. Z igrzysk olimpijskich w Pekinie w 2022 roku wróciła bez medalu. Nie ukończyła rywalizacji w slalomie, gigancie i kombinacji. W rywalizacji drużynowej była czwarta, w supergigancie dziewiąta, a w zjeździe zajęła osiemnaste miejsce.
W sezonie 2022/2023 odniosła czternaście zwycięstw, łącznie osiemnaście razy stając na podium. W klasyfikacji generalnej ponownie zwyciężyła, wygrywając też klasyfikacje slalomu i giganta. 10 marca 2023 wygrała gigant w Åre, czym wyrównała rekord liczby zwycięstw w zawodach Pucharu Świata należący do Ingemara Stenmarka (86), dzień później, po kolejnym zwycięstwie, pobiła ten rekord. Na mistrzostwach świata w Courchevel/Méribel w lutym 2023 roku zdobyła trzy medale. Najpierw zdobyła srebro w supergigancie, przegrywając tylko z Włoszką Martą Bassino. W gigancie zdobyła złoty medal, wyprzedzając Federicę Brignone i Ragnhild Mowinckel. Dwa dni później była też druga w slalomie, rozdzielając na podium Kanadyjkę Laurence St-Germain i Niemkę Lenę Dürr. W kolejnym sezonie zajęła trzecie miejsce w klasyfikacji generalnej. Shiffrin prowadziła w tej klasyfikacji aż do przełomu stycznia i lutego 2024, jednak kontuzja kolana odniesiona podczas zjazdu 26 stycznia w Cortinie d’Ampezzo wyeliminowała ją z rywalizacji aż do początku marca. Podczas nieobecności wyprzedziły ją Lara Gut-Behrami i Federica Brignone. Mimo przerwy po raz kolejny zwyciężyła w klasyfikacji slalomu.
Na mistrzostwach świata w Saalbach w 2025 roku wywalczyła złoty medale w kombinacji drużynowej.

## Życie prywatne
Córka anestezjologa i pielęgniarki. Jej rodzice również byli narciarzami. Ma starszego brata, Taylora.

## Osiągnięcia

### Igrzyska olimpijskie
| Miejsce | Dzień     | Rok  | Miejscowość     | Konkurencja     | Czas biegu | Strata | Zwyciężczyni     |
| ------- | --------- | ---- | --------------- | --------------- | ---------- | ------ | ---------------- |
| 5.      | 18 lutego | 2014 | Krasnaja Polana | Gigant          | 2:36,87    | +0,50  | Tina Maze        |
| 1.      | 21 lutego | 2014 | Krasnaja Polana | Slalom          | 1:44,54    | —      | —                |
| 1.      | 15 lutego | 2018 | Jeongseon       | Gigant          | 2:20,02    | —      | —                |
| 4.      | 16 lutego | 2018 | Jeongseon       | Slalom          | 1:38,63    | +0,40  | Frida Hansdotter |
| 2.      | 22 lutego | 2018 | Jeongseon       | Superkombinacja | 2:20,90    | +0,97  | Michelle Gisin   |
| DNF1    | 7 lutego  | 2022 | Pekin           | Gigant          | 1:55,69    | -      | Sara Hector      |
| DNF1    | 9 lutego  | 2022 | Pekin           | Slalom          | 1:44,98    | -      | Petra Vlhová     |
| 9.      | 11 lutego | 2022 | Pekin           | Supergigant     | 1:13,51    | +0,79  | Lara Gut-Behrami |
| 18.     | 15 lutego | 2022 | Pekin           | Zjazd           | 1:31,87    | +2,49  | Corinne Suter    |
| DNF2    | 17 lutego | 2022 | Pekin           | Superkombinacja | 2:25,67    | -      | Michelle Gisin   |

### Mistrzostwa świata
| Miejsce | Dzień     | Rok  | Miejscowość        | Konkurencja          | Czas biegu | Strata | Zwyciężczyni          |
| ------- | --------- | ---- | ------------------ | -------------------- | ---------- | ------ | --------------------- |
| 6.      | 14 lutego | 2013 | Schladming         | Gigant               | 2:08,06    | +2,30  | Tessa Worley          |
| 1.      | 16 lutego | 2013 | Schladming         | Slalom               | 1:39,85    | —      | —                     |
| 5.      | 10 lutego | 2015 | Vail/Beaver Creek  | Drużynowo            | —          | —      | Austria               |
| 8.      | 12 lutego | 2015 | Vail/Beaver Creek  | Gigant               | 2:19,16    | +2,47  | Anna Fenninger        |
| 1.      | 14 lutego | 2015 | Vail/Beaver Creek  | Slalom               | 1:38,48    | —      | —                     |
| 2.      | 16 lutego | 2017 | Sankt Moritz       | Gigant               | 2:05,55    | +0,34  | Tessa Worley          |
| 1.      | 18 lutego | 2017 | Sankt Moritz       | Slalom               | 1:37,27    | —      | —                     |
| 1.      | 5 lutego  | 2019 | Åre                | Supergigant          | 1:04,89    | —      | —                     |
| 3.      | 14 lutego | 2019 | Åre                | Gigant               | 2:01,97    | +0,38  | Petra Vlhová          |
| 1.      | 16 lutego | 2019 | Åre                | Slalom               | 1:57,05    | —      | —                     |
| 3.      | 11 lutego | 2021 | Cortina d’Ampezzo  | Supergigant          | 1:25,51    | +0,47  | Lara Gut-Behrami      |
| 1.      | 15 lutego | 2021 | Cortina d’Ampezzo  | Superkombinacja      | 2:07,22    | —      | —                     |
| 2.      | 18 lutego | 2021 | Cortina d’Ampezzo  | Gigant               | 2:30,66    | +0,02  | Lara Gut-Behrami      |
| 3.      | 20 lutego | 2021 | Cortina d’Ampezzo  | Slalom               | 1:39,50    | +1,98  | Katharina Liensberger |
| DSQ2    | 6 lutego  | 2023 | Courchevel/Méribel | Kombinacja           | 1:57,47    | -      | Federica Brignone     |
| 2.      | 8 lutego  | 2023 | Courchevel/Méribel | Supergigant          | 1:28,06    | +0,11  | Marta Bassino         |
| 1.      | 16 lutego | 2023 | Courchevel/Méribel | Gigant               | 2:07,13    | —      | —                     |
| 2.      | 18 lutego | 2023 | Courchevel/Méribel | Slalom               | 1:43,15    | +0,57  | Laurence St-Germain   |
| 1.      | 11 lutego | 2025 | Saalbach           | Kombinacja drużynowa | 2:40,89    | -      | -                     |
| 5.      | 15 lutego | 2025 | Saalbach           | Slalom               | 1:58,00    | +1,37  | Camille Rast          |

### Mistrzostwa świata juniorów
| Miejsce | Dzień    | Rok  | Miejscowość   | Konkurencja | Czas biegu | Strata | Zwyciężczyni       |
| ------- | -------- | ---- | ------------- | ----------- | ---------- | ------ | ------------------ |
| DNS1    | 2 lutego | 2011 | Crans-Montana | Gigant      | 2:28,27    | -      | Sara Hector        |
| 3.      | 3 lutego | 2011 | Crans-Montana | Slalom      | 1:40,32    | +0,95  | Jessica Depauli    |
| DNF2    | 1 marca  | 2012 | Roccaraso     | Slalom      | 1:41,19    | -      | Stephanie Brunner  |
| 20.     | 3 marca  | 2012 | Roccaraso     | Gigant      | 2:40,02    | +3,11  | Ragnhild Mowinckel |

### Puchar Świata

#### Miejsca w klasyfikacji generalnej
- sezon 2011/2012: 43.
- sezon 2012/2013: 5.
- sezon 2013/2014: 6.
- sezon 2014/2015: 4.
- sezon 2015/2016: 10.
- sezon 2016/2017: 1.
- sezon 2017/2018: 1.
- sezon 2018/2019: 1.
- sezon 2019/2020: 2.
- sezon 2020/2021: 4.
- sezon 2021/2022: 1.
- sezon 2022/2023: 1.
- sezon 2023/2024: 3.
- sezon 2024/2025: 16.

#### Miejsca na podium
| Sezon     | 1. miejsce | 2. miejsce | 3. miejsce | Razem |
| 2011/2012 | -          | -          | 1          | 1     |
| 2012/2013 | 4          | -          | 3          | 7     |
| 2013/2014 | 5          | 2          | 1          | 8     |
| 2014/2015 | 6          | -          | 2          | 8     |
| 2015/2016 | 5          | 1          | -          | 6     |
| 2016/2017 | 11         | 2          | 1          | 14    |
| 2017/2018 | 12         | 2          | 4          | 18    |
| 2018/2019 | 17         | 2          | 2          | 21    |
| 2019/2020 | 6          | 3          | 4          | 13    |
| 2020/2021 | 3          | 4          | 3          | 10    |
| 2021/2022 | 5          | 6          | 3          | 14    |
| 2022/2023 | 14         | 3          | 1          | 18    |
| 2023/2024 | 9          | 2          | 3          | 14    |
| 2024/2025 | 4          | -          | 1          | 5     |
| Suma      | 101        | 27         | 29         | 157   |

#### Klasyfikacje kryształowych kul
| Sezon |                        |        |        |              |       |            |            |    |
| Wiek  | Klasyfikacja generalna | Slalom | Gigant | Super Gigant | Zjazd | Kombinacja | Równoległe |    |
| 2012  | 16                     | 43     | 17     | 49           | –     | –          | –          | —  |
| 2013  | 17                     | 5      | 1      | 19           | –     | –          | –          | —  |
| 2014  | 18                     | 6      | 1      | 7            | –     | –          | –          | —  |
| 2015  | 19                     | 4      | 1      | 3            | –     | –          | –          | —  |
| 2016  | 20                     | 10     | 4      | 21           | 39    | –          | 23         | —  |
| 2017  | 21                     | 1      | 1      | 2            | 24    | 36         | 6          | —  |
| 2018  | 22                     | 1      | 1      | 3            | 28    | 5          | –          | —  |
| 2019  | 23                     | 1      | 1      | 1            | 1     | 25         | –          | —  |
| 2020  | 24                     | 2      | 2      | 3            | 7     | 5          | –          | 20 |
| 2021  | 25                     | 4      | 2      | 2            | –     | –          | –          | —  |
| 2022  | 26                     | 1      | 2      | 3            | 3     | 26         | –          | —  |
| 2023  | 27                     | 1      | 1      | 1            | 7     | 12         | –          | —  |
| 2024  | 28                     | 3      | 1      | 5            | 29    | 22         | –          | —  |
| 2025  | 29                     | 16     | 4      | 30           | –     | –          | –          | —  |

#### Zwycięstwa w zawodach PŚ
1. Åre − 20 grudnia 2012 (slalom)
2. Zagrzeb − 4 stycznia 2013 (slalom)
3. Flachau − 15 stycznia 2013 (slalom)
4. Lenzerheide − 16 marca 2013 (slalom)
5. Levi – 16 listopada 2013 (slalom)
6. Bormio – 5 stycznia 2014 (slalom)
7. Flachau − 14 stycznia 2014 (slalom)
8. Åre − 8 marca 2014 (slalom)
9. Lenzerheide − 15 marca 2014 (slalom)
10. Sölden – 25 października 2014 (gigant)[42]
11. Kühtai – 29 grudnia 2014 (slalom)
12. Zagrzeb − 4 stycznia 2015 (slalom)
13. Maribor − 22 lutego 2015 (slalom)
14. Åre − 14 marca 2015 (slalom)
15. Méribel − 21 marca 2015 (slalom)
16. Aspen – 28 listopada 2015 (slalom)
17. Aspen – 29 listopada 2015 (slalom)
18. Crans-Montana − 15 lutego 2016 (slalom)
19. Jasná – 6 marca 2016 (slalom)
20. St. Moritz − 19 marca 2016 (slalom)
21. Levi − 12 listopada 2016 (slalom)
22. Killington – 27 listopada 2016 (slalom)
23. Sestriere – 11 grudnia 2016 (slalom)
24. Semmering – 27 grudnia 2016 (gigant)
25. Semmering – 28 grudnia 2016 (gigant)
26. Semmering – 29 grudnia 2016 (slalom)
27. Maribor – 8 stycznia 2017 (slalom)
28. Sztokholm – 31 stycznia 2017 (slalom równoległy)
29. Crans-Montana − 26 lutego 2017 (kombinacja)
30. Squaw Valley − 10 marca 2017 (gigant)
31. Squaw Valley − 11 marca 2017 (slalom)
32. Killington – 26 listopada 2017 (slalom)
33. Lake Louise – 2 grudnia 2017 (zjazd)
34. Courchevel – 19 grudnia 2017 (gigant)
35. Courchevel – 20 grudnia 2017 (slalom równoległy)
36. Lienz – 28 grudnia 2017 (slalom)
37. Oslo – 1 stycznia 2018 (slalom równoległy)
38. Zagrzeb – 3 stycznia 2018 (slalom)
39. Kranjska Gora – 6 stycznia 2018 (gigant)
40. Kranjska Gora – 7 stycznia 2018 (slalom)
41. Flachau − 9 stycznia 2018 (slalom)
42. Ofterschwang – 10 marca 2018 (slalom)
43. Åre – 17 marca 2018 (slalom)
44. Levi – 17 listopada 2018 (slalom)
45. Killington – 25 listopada 2018 (slalom)
46. Lake Louise – 2 grudnia 2018 (supergigant)
47. St. Moritz − 8 grudnia 2018 (supergigant)
48. St. Moritz − 9 grudnia 2018 (slalom równoległy)
49. Courchevel − 21 grudnia 2018 (gigant)
50. Courchevel − 22 grudnia 2018 (slalom)
51. Semmering – 29 grudnia 2018 (slalom)
52. Zagrzeb – 5 stycznia 2019 (slalom)
53. Kronplatz – 15 stycznia 2019 (gigant)
54. Cortina d’Ampezzo – 20 stycznia 2019 (supergigant)
55. Maribor – 1 lutego 2019 (gigant)[43]
56. Maribor – 2 lutego 2019 (slalom)
57. Sztokholm – 19 lutego 2019 (slalom równoległy)
58. Szpindlerowy Młyn – 9 marca 2019 (slalom)
59. Soldeu – 16 marca 2019 (slalom)
60. Soldeu – 17 marca 2019 (gigant)
61. Levi – 23 listopada 2019 (slalom)
62. Killington – 1 grudnia 2019 (slalom)
63. Lienz – 28 grudnia 2019 (gigant)
64. Lienz – 29 grudnia 2019 (slalom)
65. Bansko – 24 stycznia 2020 (zjazd)
66. Bansko – 26 stycznia 2020 (supergigant)
67. Courchevel – 14 grudnia 2020 (gigant)
68. Flachau − 12 stycznia 2021 (slalom)
69. Jasná – 6 marca 2021 (slalom)
70. Sölden – 23 października 2021 (gigant)
71. Killington – 28 listopada 2021 (slalom)
72. Courchevel – 21 grudnia 2021 (gigant)
73. Schladming − 11 stycznia 2022 (slalom)
74. Courchevel – 16 marca 2022 (zjazd)
75. Levi – 19 listopada 2022 (slalom)
76. Levi – 20 listopada 2022 (slalom)
77. St. Moritz − 18 grudnia 2022 (supergigant)
78. Semmering – 27 grudnia 2022 (gigant)
79. Semmering – 28 grudnia 2022 (gigant)
80. Semmering – 29 grudnia 2022 (slalom)
81. Zagrzeb – 4 stycznia 2023 (slalom)
82. Kranjska Gora – 8 stycznia 2023 (gigant)
83. Kronplatz – 24 stycznia 2023 (gigant)
84. Kronplatz – 25 stycznia 2023 (gigant)
85. Szpindlerowy Młyn – 28 stycznia 2023 (slalom)
86. Åre − 10 marca 2023 (gigant)
87. Åre − 11 marca 2023 (slalom)
88. Soldeu – 19 marca 2023 (gigant)
89. Levi – 12 listopada 2023 (slalom)
90. Killington – 26 listopada 2023 (slalom)
91. St. Moritz − 9 grudnia 2023 (zjazd)
92. Lienz – 28 grudnia 2023 (gigant)
93. Lienz – 29 grudnia 2023 (slalom)
94. Flachau − 16 stycznia 2024 (slalom)
95. Jasná – 21 stycznia 2024 (slalom)
96. Åre − 10 marca 2024 (slalom)
97. Saalbach − 16 marca 2024 (slalom)
98. Levi − 16 listopada 2024 (slalom)
99. Gurgl − 23 listopada 2024 (slalom)
100. Sestriere – 23 lutego 2025 (slalom)
101. Sun Valley – 27 marca 2025 (slalom)

#### Pozostałe miejsca na podium
1. Lienz – 29 grudnia 2011 (slalom) – 3. miejsce
2. Levi – 10 listopada 2012 (slalom) – 3. miejsce
3. Moskwa – 29 stycznia 2013 (slalom równoległy) – 3. miejsce
4. Ofterschwang – 10 marca 2013 (slalom) – 3. miejsce
5. Beaver Creek – 1 grudnia 2013 (gigant) – 2. miejsce
6. Lienz – 28 grudnia 2013 (gigant) – 3. miejsce
7. Lienz – 29 grudnia 2013 (slalom) – 2. miejsce
8. Kühtai – 28 grudnia 2014 (gigant) – 3. miejsce
9. Flachau – 13 stycznia 2015 (slalom) – 3. miejsce
10. Sölden – 24 października 2015 (gigant) – 2. miejsce
11. Sölden – 22 października 2016 (gigant) – 2. miejsce
12. Flachau − 10 stycznia 2017 (slalom) – 3. miejsce
13. Aspen − 18 marca 2017 (slalom) – 2. miejsce
14. Levi − 11 listopada 2017 (slalom) – 2. miejsce
15. Killington – 25 listopada 2017 (gigant) – 2. miejsce
16. Lake Louise – 1 grudnia 2017 (zjazd) – 3. miejsce
17. Lienz – 29 grudnia 2017 (gigant) – 3. miejsce
18. Cortina d’Ampezzo – 19 stycznia 2018 (zjazd) – 3. miejsce
19. Ofterschwang – 9 marca 2018 (gigant) – 3. miejsce
20. Sölden – 27 października 2018 (gigant) – 3. miejsce
21. Oslo – 1 stycznia 2019 (slalom równoległy) – 2. miejsce
22. Flachau – 8 stycznia 2019 (slalom) – 2. miejsce
23. Szpindlerowy Młyn – 8 marca 2019 (gigant) – 3. miejsce
24. Sölden – 26 października 2019 (gigant) – 2. miejsce
25. Killington – 30 listopada 2019 (gigant) – 3. miejsce
26. Lake Louise – 7 grudnia 2019 (zjazd) – 2. miejsce
27. St. Moritz − 14 grudnia 2019 (supergigant) – 3. miejsce
28. Zagrzeb − 4 stycznia 2020 (slalom) – 2. miejsce
29. Flachau – 14 stycznia 2020 (slalom) – 3. miejsce
30. Sestriere – 18 stycznia 2020 (gigant) – 3. miejsce
31. Levi – 21 listopada 2020 (slalom) – 2. miejsce
32. Semmering – 29 grudnia 2020 (slalom) – 3. miejsce
33. Jasná – 7 marca 2021 (slalom) – 3. miejsce
34. Åre − 12 marca 2021 (slalom) – 3. miejsce
35. Åre − 13 marca 2021 (slalom) – 2. miejsce
36. Lenzerheide – 20 marca 2021 (slalom) – 2. miejsce
37. Lenzerheide – 21 marca 2021 (gigant) – 2. miejsce
38. Levi – 20 listopada 2021 (slalom) – 2. miejsce
39. Levi – 21 listopada 2021 (slalom) – 2. miejsce
40. St. Moritz – 11 grudnia 2021 (supergigant) – 3. miejsce
41. St. Moritz – 12 grudnia 2021 (supergigant) – 3. miejsce
42. Courchevel – 22 grudnia 2021 (gigant) – 2. miejsce
43. Zagrzeb – 4 stycznia 2022 (slalom) – 2. miejsce
44. Lenzerheide – 5 marca 2022 (supergigant) – 2. miejsce
45. Åre – 11 marca 2022 (gigant) – 3. miejsce
46. Courchevel – 17 marca 2022 (supergigant) – 2. miejsce
47. Sestriere – 11 grudnia 2022 (slalom) – 2. miejsce
48. Flachau – 10 stycznia 2023 (slalom) – 2. miejsce
49. Szpindlerowy Młyn – 29 stycznia 2023 (slalom) – 2. miejsce
50. Soldeu – 18 marca 2023 (slalom) – 3. miejsce
51. Killington – 25 listopada 2023 (gigant) – 3. miejsce
52. Mont-Tremblant – 2 grudnia 2023 (gigant) – 3. miejsce
53. Mont-Tremblant – 3 grudnia 2023 (gigant) – 3. miejsce
54. Courchevel – 21 grudnia 2023 (slalom) – 2. miejsce
55. Jasná − 20 stycznia 2024 (gigant) – 2. miejsce
56. Åre – 9 marca 2025 (slalom) – 3. miejsce